# Eurytoma asyneumae
Eurytoma asyneumae är en stekelart som beskrevs av Zerova 1993. Eurytoma asyneumae ingår i släktet Eurytoma och familjen kragglanssteklar.
Artens utbredningsområde är Ukraina. Inga underarter finns listade i Catalogue of Life.